# Боралдайська селищна адміністрація
Боралда́йська селищна адміністрація (каз. Боралдай кенттік әкімдігі, рос. Боралдайская поселковая администрация) — адміністративна одиниця у складі Ілійського району Алматинської області Казахстану. Адміністративний центр — селище Боралдай.
Населення — 35863 особи (2021; 28142 у 2009, 18999 у 1999, 21014 у 1989).

## Історія
Станом на 1989 рік існувала Бурундайська селищна рада (смт Бурундай, село Рахат, селища Аксенгір, Роз'їзд 71 км). Пізніше село Рахат та селища Аксенгір, Роз'їз 71 км були передані до складу Єльтайського сільського округу Карасайського району. 2015 року зі складу Боралдайської селищної адміністрація була виключена територія площею 2,45 км² і передана до складу Казциківського сільського округу.